# Earthwar
Earthwar è un arco narrativo pubblicato dalla DC Comics nella testata Superboy and the Legion of Super-Heroes dal n. 241 al n. 245 (luglio-novembre 1978). Fu scritto da Paul Levitz, illustrato da James Sherman e Joe Staton, e colorato da Bob McLeod. La storia presentò gli sforzi compiuti dalla Legione dei Super-Eroi per arrestare una guerra intergalattica di massa coinvolgente i Pianeti Uniti, i Khund, i Dominatori, il Dark Circle e lo stregone Mordru.

## Trama
L'Ambasciatore dei Pianeti Uniti Relnic convocò Mon-El, Ultra Boy, Wildfire e Dawnstar al Weber's World per proteggere una conferenza diplomatica tra i Pianeti Uniti e i Dominatori, mentre i loro compagni Legionari si stavano battendo contro i Resources Raiders sopra la Terra. L'improvvisa doppia crisi prevenne che l'ufficiale della Polizia Scientifica Shvaughn Erin avvertisse la Legione dei Super Eroi dell'evasione di uno dei loro nemici. La Legione prevalse sui Raiders quando scoprirono che questi erano solo degli esploratori che precedevano l'invasione dell'armata Khund alla Terra. Mentre la squadra si impegnava a combattere la nuova flotta, Superboy, Element Lad, Sun Boy e Colossal Boy portarono il combattimento sul pianeta Khundia (casa dei Khund), dove scoprirono che il signore della guerra Khund Garlak era stato manipolato telepaticamente da una forza esterna - di cui loro seguirono la traccia su Weber's World.
I Legionari riuscirono a impedire a un paio di assassini di uccidere la delegazione di diplomatici Dominatori su Weber's World, ma fu solo uno in una serie eventi pianificati per sabotare la riuscita della conferenza. Quando Relnic e i Dominatori improvvisamente svanirono senza lasciare traccia, i Legionari decisero di tornare sulla Terra. Lungo la strada, localizzarono una stazione spaziale e scoprirono i Dominatori mancanti, che li informarono che Relnic era un agente del Dark Circle. Nel frattempo, la flotta Khund penetrò le difese dei Pianeti Uniti e atterrarono sulla Terra, dove sia la Legione che la Legione degli Eroi Sostituti non furono in grado di sconfiggerla. Mentre i Khund si avvicinavano al quartier generale della Legione, gli unici Legionari rimasti a difendere il complesso erano i quattro costretti a ritirarsi perché si erano sposati: Lightning Lad, Saturn Girl, Bouncing Boy e Duo Damsel. Dopo che i quattro protessero con successo il loro quartier generale, Saturn Girl sondò telepaticamente uno dei comandanti Khund, venendo a sapere che i rinforzi dei Khund inviati dal Dark Circle erano in viaggio per la Terra. L'ufficiale Erin combatté contro l'armata Khund fuori dalla stazione di Polizia Scientifica con l'aiuto di Karate Kid, che ritornò dal XX secolo.
Al Palazzo Presidenziale della Terra, i Legionari tornati dal ritiro localizzarono i loro compagni, catturati in battaglia dai Khund e che ora erano trattenuti dai membri del Dark Circle. Gli agenti del Circle tentarono di distruggere la Terra utilizzando una sfera di materia negativa. Superboy, Mon-El, Ultra Boy e Wildfire bloccarono la maggior parte delle sfere lanciate, ma il palazzo fu demolito lo stesso. Solo una manciata di Legionari erano coscienti quando uno degli agenti dei Circle (che si mascherò da ambasciatore Relnic) si rivelò essere il nemico evaso di cui Erin non riuscì ad avvisare la Legione: lo stregone Mordru.
Avendo manipolato con successo i Resource Raiders, i Khund, il Dark Circle, e glieventi su Weber's World, Mordru prese il controllo della Terra. Dopo una breve ritirata, Superboy, Lightning Lad, Saturn Girl e Karate Kid salvarono i Legionari imprigionati e gli Eroi Sostituti. In orbita sopra la Terra, Mordru combatté contro l'intero gruppo di eroi, finché Element Lad non riuscì a trasformare gli atomi di idrogeno intorno allo stregone in terreno. Venendo imprigionato sotto terra, Mordru fu sconfitto. Dopo la crisi, i Khund e il Dark Circle furono scortati fino al di fuori del territorio dei Pianeti Uniti. Questi e i Dominatori strinsero un esteso trattato di pace, e la Legione animosamente riscrisse la propria costituzione per permettere ai Legionari sposati di rimanere in servizio attivo. Lightning Lad e Saturn Girl optarono per ritornare in servizio, mentre Bouncing Boy e Duo Damsel decisero di declinare l'offerta.